# Janskerkhof
Het Janskerkhof is een plein in Utrecht, de hoofdstad van de Nederlandse provincie Utrecht. Het is het plein waarop de Janskerk en de voormalige Statenkamer (Minderbroedersklooster) staat. De rechtenfaculteit van de Universiteit Utrecht, alsmede de faculteit `Theater' van de Hogeschool voor de Kunsten Utrecht (HKU) is aan het Janskerkhof gevestigd. Ook de sociëteit PhRM van het Utrechtsch Studenten Corps ligt aan dit plein. Verder zijn aan het plein verschillende horecagelegenheden gevestigd. Op het plein is iedere zaterdag een grote bloemen- en plantenmarkt.

## Geschiedenis
Het Janskerkhof was oorspronkelijk het terrein van de immuniteit van het kapittel van Sint Jan (met de Janskerk als kapittelkerk). Het terrein was ommuurd en voor de meeste mensen niet toegankelijk. Het werd in het noorden begrensd door de Voorstraat, in het oosten door de Drift en in het zuiden door de Jansdam. Toegangspoorten stonden ter hoogte van de Lange Jansstraat, de Korte Jansstraat en de Nobelstraat. In de zuidwesthoek van het Janskerkhof stond het Minderbroedersklooster. De Orde van de Minderbroeders had in 1246 deze grond van het kapittel van Sint Jan gekocht.
Aan de noordkant van de Janskerk stond een pandhof. Aan de zuidkant lag een kerkhof. Bij de aanleg van de HOV-busbaan, in 2000, werden vele tientallen begravenen aangetroffen die dateren uit de tijd dat dit nog een immuniteit was. Onder meer kwamen sarcofagen en begraven vrouwen aan het licht.
Na de reformatie werd de immuniteit opgeheven. De Janskerk verloor de functie van kapittelkerk. Het Minderbroedersklooster werd in gebruik genomen door de Staten van Utrecht. De muren en toegangspoorten werden afgebroken.
Na het opheffen van de immuniteit aan het einde van de zestiende eeuw werd het terrein toegankelijker. Tussen het Janskerkhof en de Voorstraat werd in 1659 de Boothstraat aangelegd. Aan de noordkant van het Janskerkhof en aan beide kanten van de nieuwe Boothstraat werden huizen gebouwd. Later zijn de toegangswegen Nobelstraat, Korte Jansstraat en Lange Jansstraat verbreed.
Jacob van Eijck musiceerde in de zeventiende eeuw op het Janskerkhof met virtuoos blokfluitspel. Zo'n 150 van zijn variaties op toen bekende melodieën werden geschreven en gepubliceerd onder de titel Der Fluyten Lust-hof.

## Kunstwerken
- Aan de rand van het Janskerkhof staat een monument voor de oogheelkundige Franciscus Cornelis Donders gemaakt door Toon Dupuis.
- Midden op het plein, aan de oostkant van de Janskerk, bevindt zich het beeld de Jonge Bacchus van Mari Andriessen.
- Bij de Korte Jansstraat staat het ruiterstandbeeld Sint Willibrordus, gemaakt door Albert Termote, van de heilige Willibrord, een van de eerste missionarissen die de Lage Landen kerstende en de eerste bisschop van het bisdom Utrecht.
- Voor de ingang van de Janskerk bevindt zich een standbeeld van Anne Frank, gemaakt door Pieter d'Hont.
- Voor de Janskerk bevindt zich een analemmatische zonnewijzer.
- Aan de zijkant van de voormalige Hoofdwacht (Janskerkhof 30) hangt een tegeltableau met het schilderij Het Janskerkhof van Isaac Ouwater.

## Fotogalerij

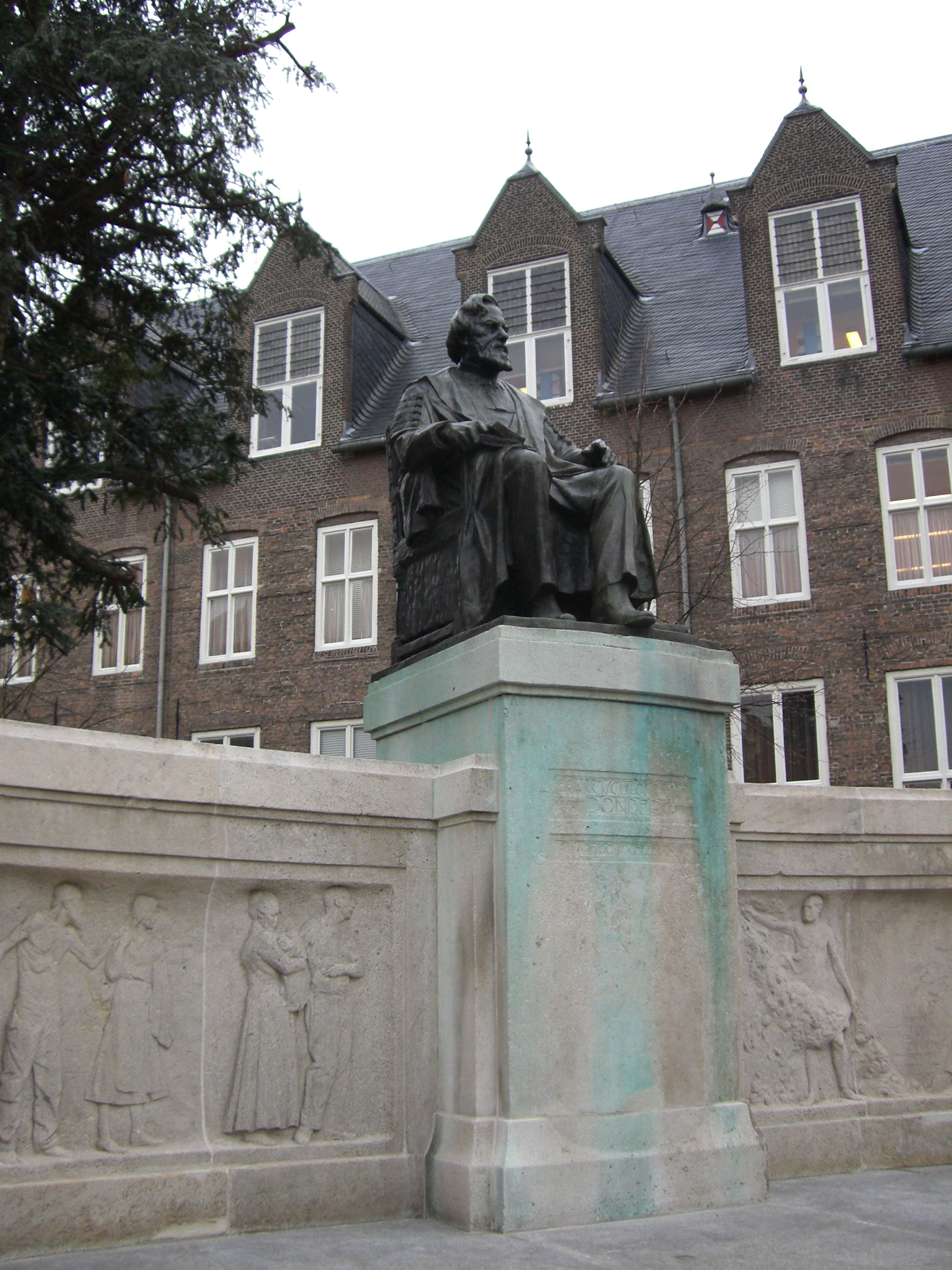
Standbeeld van F.C. Donders
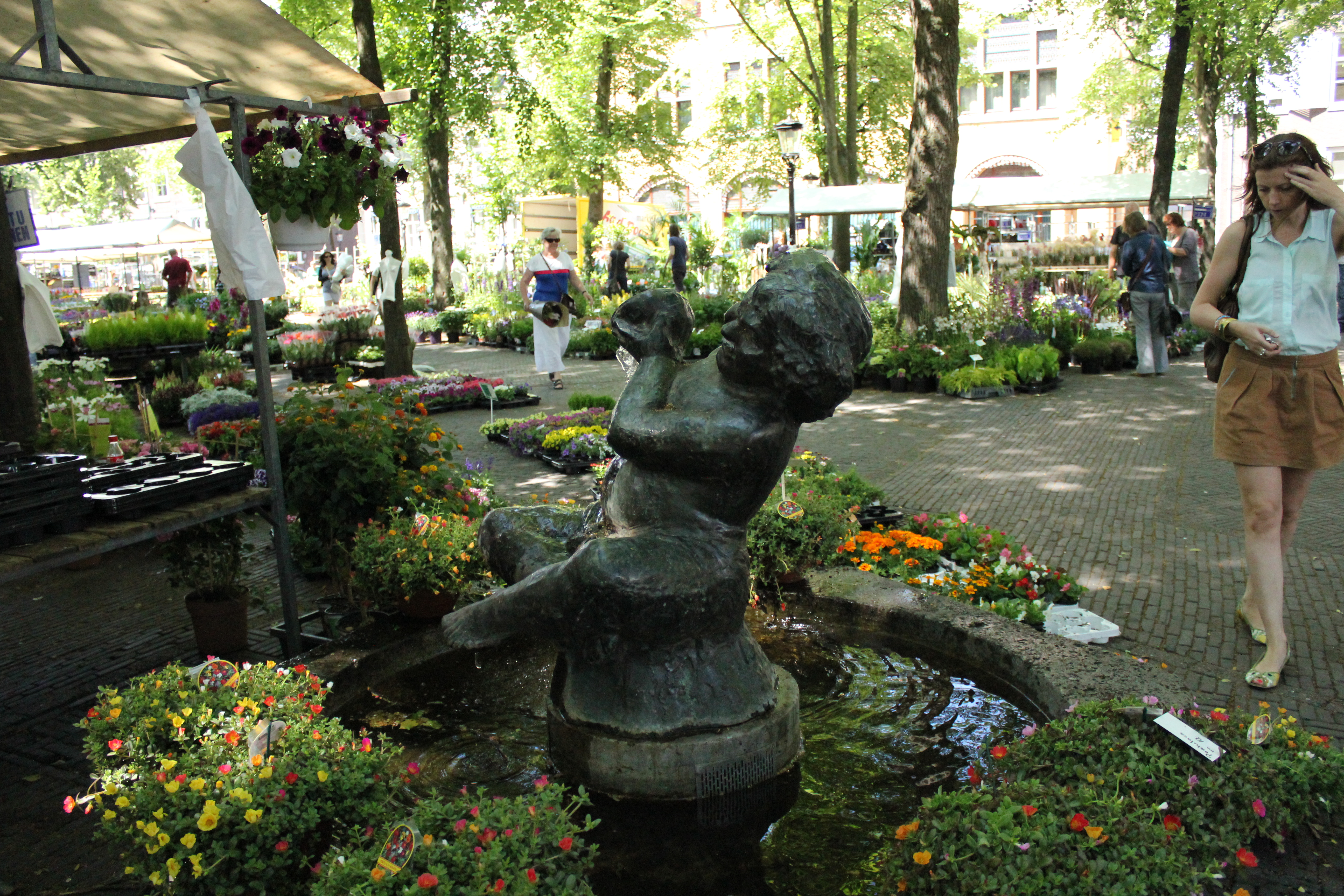
Bloemen en plantenmarkt iedere zaterdag op het Janskerkhof
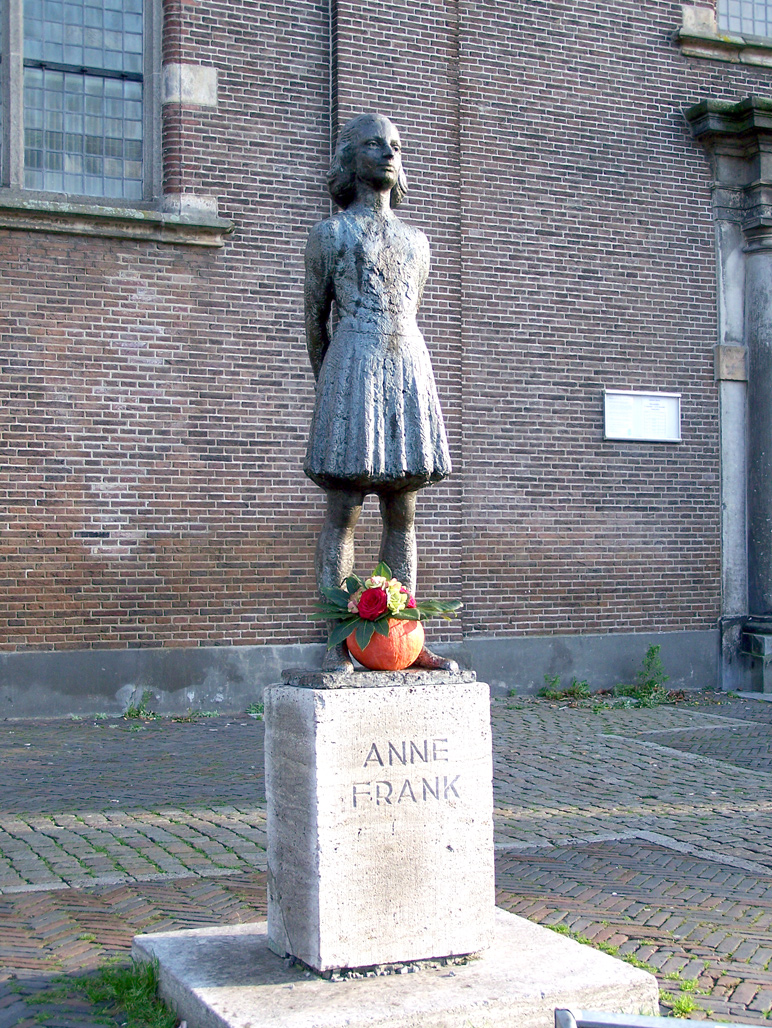
Beeldje van Anne Frank

3e Buurkerksteeg ·
A.B.C.-straat ·
Abraham Dolesteeg ·
Achter de Dom ·
Achter St.-Pieter ·
Agnietenstraat ·
Ambachtstraat ·
Annastraat ·
Bakkerstraat ·
Breedstraat ·
Boothstraat ·
Boterstraat ·
Brigittenstraat ·
Bijlhouwerstraat ·
Catharijnekade ·
Catharijnesingel ·
Choorstraat ·
Croeselaan ·
Domplein ·
Domstraat ·
Donkere Gaard ·
Donkerstraat ·
Dorstige Hartsteeg ·
Drakenburgstraat ·
Drieharingstraat ·
Drift ·
Eligenstraat ·
Ganzenmarkt ·
Geertekerkhof ·
Hamburgerstraat ·
Hamsteeg ·
Hanengeschrei ·
Hardebollenstraat ·
Haverstraat ·
Hekelsteeg ·
Herenstraat ·
Hoogt ·
Jaarbeursplein ·
Jacobsgasthuissteeg ·
Jacobijnenstraat ·
Jansdam ·
Janskerkhof ·
Jansveld ·
Jodenrijtje ·
Keistraat ·
Keizerstraat ·
Kintgenshaven ·
Kleine Slachtstraat ·
Korte Jansstraat ·
Korte Lauwerstraat ·
Korte Minrebroederstraat ·
Korte Nieuwstraat ·
Korte Smeestraat ·
Kromme Nieuwegracht ·
Lange Elisabethstraat ·
Lange Jansstraat ·
Lange Jufferstraat ·
Lange Lauwerstraat ·
Lange Nieuwstraat ·
Lange Smeestraat ·
Lange Viestraat ·
Lauwersteeg ·
Leidseveer ·
Lichte Gaard ·
Loeff Berchmakerstraat ·
Lucasbolwerk ·
Lijnmarkt ·
Mariahoek ·
Mariaplaats ·
Massegast ·
Minrebroederstraat ·
Moreelsepark ·
Muntstraat ·
Neude ·
Nicolaas Beetsstraat ·
Nieuwegracht ·
Nobeldwarsstraat ·
Nobelstraat ·
Oudegracht ·
Oudkerkhof ·
Paardenveld ·
Pieterskerkhof ·
Pieterstraat ·
Plompetorenbrug ·
Plompetorengracht ·
Potterstraat ·
Predikherenkerkhof ·
Predikherenstraat ·
Ridderschapstraat ·
Servetstraat ·
Slachtstraat ·
St.-Jacobsstraat ·
Springweg ·
Stadhuisbrug ·
Steenweg ·
Sterrenburg ·
Strosteeg ·
Telingstraat ·
Tolsteegbarrière ·
Tolsteegbrug ·
Trans ·
Twijnstraat en Twijnstraat aan de Werf ·
Van Asch van Wijckskade ·
Vinkenburgstraat ·
Vismarkt ·
Voetiusstraat ·
Voorstraat ·
Vredenburg ·
Waterstraat ·
Wed ·
Wittevrouwenstraat ·
Wijde Begijnestraat ·
Zadelstraat ·
Zakkendragerssteeg ·
Zuilenstraat ·
Zwaansteeg